# Marjan Bevk
Marjan Bevk, slovenski gledališki režiser, * 19. marec 1951, Ljubljana, † 6. marec 2015, Nova Gorica.
Sin Franceta Bevka. Po študiju na AGRFT (diplomiral je leta 2007) je bil v letih 1979–1981 umetniški vodja v SNG Nova Gorica, nato je 8 let režiral v Vojvodini, pa tudi v poklicnih gledališčih v Srbiji, Italiji, Avstriji, na Hrvaškem in Madžarskem. Po vrnitvi v Slovenijo je kot režiser deloval v skoraj vseh slovenskih gledališčih, dokler ni začel na Dramsko-gledališki gimnaziji Nova Gorica poučevati dramske igre. Tudi sicer je veliko delal z mladimi, občasno režiral, predvsem komedije in dela za mladino, pa tudi lutkovne predstave in radijske igre. Sodeloval je pri državnih prireditvah, bil je pobudnik in vodja vsakoletnega Kulturno-etnološkega tabora zamejskih otrok, ustanovitelj Kulturnega društva Čedermac, pobudnik in programski vodja Festivala Kluže ter predsednik društva TIGR.